# Marcos Baghdatis
Marcos Baghdatis (Limassol, 17. srpnja 1985.) umirovljeni je ciparski tenisač.
Svoj prvi turnir osvojio je u Pekingu 2006., pobijedivši u finalu Maria Ančića (6–4, 6–0). Najveći uspjeh mu je finale Australian Opena 2006. godine. U finalu je izgubio od Rogera Federera (5–7, 7–5, 6–0, 6–2). Od većih uspjeha još treba izdvojiti polufinale Wimbledona te polufinale Mastersa u Parizu.

## Vanjske poveznice
- Službena stranica  Arhivirana inačica izvorne stranice od 15. travnja 2009. (Wayback Machine)
- Profil na stranici ATP World Toura